# Claire Bauroff
Klara Amanda Anna Baur, conocida artísticamente como Claire Bauroff (Weißenhorn, Baviera, 26 de febrero de 1895-(?), 7 de febrero de 1984), fue una bailarina, coreógrafa, profesora de ballet, actriz, modelo y escritora alemana, cuya actividad se encuadra dentro del movimiento coreográfico alemán denominado nackttanz, surgido en los años anteriores al inicio de la Primera Guerra Mundial como un intento de «modernizar» la danza, en que sus protagonistas llegaban a actuar en ocasiones prácticamente desnudas ante el público, lo que viene siendo interpretado por algunos investigadores como un «gesto de emancipación».
Como modelo, se conservan una extensa galería de retratos fotográficos realizados por autores como Nini y Carry Hess, Alexander Binder (1925), Lotte Jacobi (c. 1928) o, especialmente, el estadounidense nacido en Austria Trude Fleischmann (1924), en los que el cuerpo desnudo de la bailarina se fusiona con un fondo negro, poco impresionada por la cámara, considerados en la actualidad como auténticos iconos de la fotografía erótica europea del primer tercio del siglo XX.
Se conocen también en este aspecto una carpeta compuesta por veinte litografías del artista gráfico y pintor Otto Heinrich Strohmeyer, inspiradas en sus ballets Hermes y Spatzanz (presentada en 1919), una serie de dibujos del ilustrador vienés B. F. Dolbin, etc.
En 2011, se publica el libro Wandlung aber ist das Leben, en el que el profesor de Literatura alemana Ralf Georg Czapla recoge parte de su obra poética.

## Biografía
Klara Amanda Anna Baur fue la cuarta de los seis hijos del matrimonio formado por Arthur Baur (1858-1923), notario real del estado de Baviera, y Amélie Trumpler (1868-1957), hija de un destacado comerciante de la ciudad de Worms. Su hermano Friedrich (n. 1890) llegó a ser un notable empresario, fundador del Grupo Baur, considerado a su muerte en 1965 como el cuarto transportista más importante de Alemania.
Pese a la oposición de la familia, Klara se formó como actriz en Munich (1913-5), a la vez que se matriculó en la conocida Escuela Bode de Gimnasia Rítmica de la capital, fundada por Rudolf Bode en 1911. Intervino en la gira del grupo Münchner Tanzgruppe, dirigido por Jutta von Collande y Andreas P. Scheller y basado sobre todo en los presupuestos radicales de la escuela expresionista del momento.En 1920, participó con Collande y María Müllerbrunn en la obra Primavera, en que las tres bailarinas actúaban con independencia al ritmo de tres arpas separadas (finalmente, una se imponía a las otras dos). Ese mismo año, escribió junto al cineasta húngaro Pál Fejös el guion de la película muda Pán, en la que aparecía también como actriz.
En enero de 1921, contrajo matrimonio con el aristócrata húngaro István Ferenc János Joszef Hippolyt Kasimir Zichy de Zich y Vásonkeö, conde de Zichy (n. 8 abr. 1865; treinta años mayor que ella), del que se divorció casi inmediatamente. Él se suicidó el 14 de junio de ese mismo año.
En el verano de 1922, conoció al novelista y filósofo Hermann Broch, quien el 8 de septiembre le dedicaba el soneto Die Tänzerin (La bailarina), «hecho a medida para Claire Bauroff», con el que entabló una prolongada relación epistolar, especialmente, sobre temas literarios y culturales, hasta su fallecimiento en mayo de 1951.

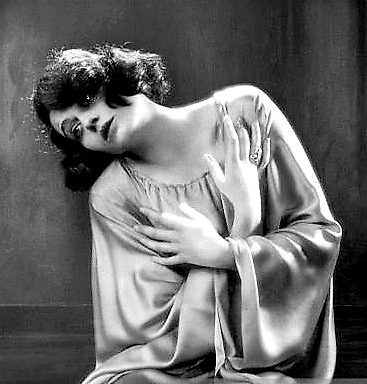
Claire Bauroff interpretando una de las Consolaciones de Franz Liszt. Fotografía realizada por Alexander Binder en 1925.

Comenzó una exitosa gira de actuaciones por Europa (en 1928, se presentó con Josephine Baker en Copenhague y Estocolmo), solo empañada por las críticas, a menudo feroces, de quienes consideraban que una mujer «suficientemente armoniosa» no tenía necesidad de exhibirse en escena íntegramente desnuda.
Sobresalió en ese aspecto su actuación en Viena el 26 de noviembre de 1922, a la que asistió su compatriota la también actriz y bailarina Anita Berber, quién «se maravilló de que alguien pudiera bailar aun más desnuda que ella».
Participó en el documental Wege zu Kraft und Schönheit – Ein Film über moderne Körperkultur (El camino de la fuerza y la belleza – Una película sobre la cultura corporal moderna), dirigido por Nicholas Kaufmann y Wilhelm Prager y estrenado en Finlandia en octubre de 1925, considerado, entre otras cuestiones, como una defensa a ultranza del nudismo, cuya breve aparición junto a personalidades de la época como el actor y deportista Johnny Weissmüller, la actriz y bailarina austroalemana conocida artísticamente como La Jana, el empresario John D. Rockefeller, el boxeador Jack Dempsey o hasta el propio Benito Mussolini (cuya participación también se desechó) fue prohibida por la censura. También estuvo en la presentación en Viena un año antes del drama coreográfico Das Licht ruft (La luz está llamando), con música de Franz Salmhofer, en el que la actriz encarnaba a siete personajes, denunciado por algunos sectores de la sociedad austriaca por la «falta de ropa» (en al., kostümlosigkeit) de la artista.
Desde 1927, mantuvo una relación sentimental (no está claro que llegasen a contraer matrimonio) con el historiador y filósofo judío, íntimo amigo de Broch, Paul Schrecker (1889-1963), quien, tras la llegada del régimen nazi y su consiguiente expulsión de la Academia Prusiana de las Ciencias, huyó a París en 1933. Klara, quien  se había separado de Paul hacía unos meses, se quedó en Baviera cuidando de su madre, a la vez que se ganaba la vida como profesora de ballet.
En 1944, el piso de la Schellingstraße de Munich donde vivían las dos fue destruido por los bombardeos aliados. Su hermano Friedrich les regaló entonces una enorme mansión en Gräfelfing, a las afueras de la capital, en la que madre e hija residieron hasta la muerte de aquella en 1957, y en la que se estableció el Institut für Autogenes Training und Atemtherapie (Instituto de Entrenamiento Autogénico y Terapia Respiratoria), ubicado en el n.º 9 de la Tassilostraße, que dirigió durante veinte años.
Falleció en una residencia de ancianos el 7 de febrero de 1984, a los 88 años de edad.

## Obra poética
- Bauroff, Claire; Czapla, Ralf Georg [editor] (2011). Wandlung aber ist das Leben. Bernstein Verlag. ISBN 978-3939431619.